# Patrik Wålemark
Jens Patrik Wålemark (Gotemburgo, Suecia, 14 de octubre de 2001) es un futbolista sueco que juega como delantero en el Lech Poznań de la Ekstraklasa.

## Trayectoria
En julio de 2020 fue titular en su primer partido en la Allsvenskan, y en una hora consiguió marcar un gol, recibir dos asistencias y ser objeto de falta para conseguir un penalti.
En enero de 2022 fue traspasado al Feyenoord. Marcó su primer gol con el club el 10 de abril, anotando el cuarto gol del Feyenoord en la victoria a domicilio por 4-1 sobre el Heracles Almelo.
El 31 de agosto de 2023 fue cedido durante una temporada al S. C. Heerenveen de la Eredivisie.

## Estadísticas

### Clubes
Actualizado al último partido disputado el 11 de febrero de 2024.
| Club                            | Div.          | Temporada     | Liga  | Liga  | Liga   | Copas nacionales | Copas nacionales | Copas nacionales | Copas internacionales | Copas internacionales | Copas internacionales | Total | Total | Total  |
| Club                            | Div.          | Temporada     | Part. | Goles | Asist. | Part.            | Goles            | Asist.           | Part.                 | Goles                 | Asist.                | Part. | Goles | Asist. |
| ------------------------------- | ------------- | ------------- | ----- | ----- | ------ | ---------------- | ---------------- | ---------------- | --------------------- | --------------------- | --------------------- | ----- | ----- | ------ |
| Qviding FIF · Suecia            | 3.ª           | 2020          | 0     | 0     | 0      | 1                | 0                | 0                | ―                     | ―                     | ―                     | 1     | 0     | 0      |
| Qviding FIF · Suecia            | Total club    | Total club    | 0     | 0     | 0      | 1                | 0                | 0                | 0                     | 0                     | 0                     | 1     | 0     | 0      |
| BK Häcken · Suecia              | 1.ª           | 2020          | 21    | 3     | 3      | 0                | 0                | 0                | ―                     | ―                     | ―                     | 21    | 3     | 3      |
| BK Häcken · Suecia              | 1.ª           | 2021          | 29    | 9     | 6      | 1                | 0                | 0                | ―                     | ―                     | ―                     | 30    | 9     | 6      |
| BK Häcken · Suecia              | 1.ª           | 2022          | 0     | 0     | 0      | 1                | 0                | 0                | 2                     | 0                     | 0                     | 3     | 0     | 0      |
| BK Häcken · Suecia              | Total club    | Total club    | 50    | 12    | 9      | 2                | 0                | 0                | 2                     | 0                     | 0                     | 54    | 12    | 9      |
| Feyenoord · Países Bajos        | 1.ª           | 2021-22       | 12    | 1     | 0      | 0                | 0                | 0                | 3                     | 0                     | 0                     | 15    | 1     | 0      |
| Feyenoord · Países Bajos        | 1.ª           | 2022-23       | 15    | 2     | 2      | 0                | 0                | 0                | 6                     | 0                     | 1                     | 21    | 2     | 3      |
| Feyenoord · Países Bajos        | Total club    | Total club    | 27    | 3     | 2      | 0                | 0                | 0                | 9                     | 0                     | 1                     | 36    | 3     | 3      |
| S. C. Heerenveen · Países Bajos | 1.ª           | 2023-24       | 13    | 1     | 2      | 1                | 0                | 0                | ―                     | ―                     | ―                     | 14    | 1     | 2      |
| S. C. Heerenveen · Países Bajos | Total club    | Total club    | 13    | 1     | 2      | 1                | 0                | 0                | 0                     | 0                     | 0                     | 14    | 1     | 2      |
| Total carrera                   | Total carrera | Total carrera | 90    | 16    | 13     | 4                | 0                | 0                | 11                    | 0                     | 1                     | 105   | 16    | 14     |

## Palmarés

### Títulos nacionales
| Título                        | Club        | País         | Año     |
| ----------------------------- | ----------- | ------------ | ------- |
| Eredivisie                    | Feyenoord   | Países Bajos | 2022-23 |
| Supercopa de los Países Bajos | Feyenoord   | Países Bajos | 2024    |
| Ekstraklasa                   | Lech Poznań | Polonia      | 2024-25 |